# Leibniz-Institut für Gewässerökologie und Binnenfischerei
Das Leibniz-Institut für Gewässerökologie und Binnenfischerei (IGB) ist eine Forschungseinrichtung, die unter der Trägerschaft des Forschungsverbundes Berlin e. V. (FVB) steht und Mitglied der Wissenschaftsgemeinschaft Gottfried Wilhelm Leibniz (WGL) ist. Das Institut hat seinen Sitz in Berlin-Friedrichshagen, seine Forschungsaktivitäten sind als Grundlagenforschung dem Fach Naturwissenschaft und den Gebieten Biologie und Ökologie zuzuordnen.

## Geschichte
Das Institut ist aus vier Einheiten und drei Vorläufer-Institutionen aus der ehemaligen Akademie der Wissenschaften der DDR hervorgegangen. Auf Grund einer Empfehlung des Wissenschaftsrats wurde das Institut am 1. Januar 1992 neu gegründet.
Die Vorläufereinrichtungen des IGB in Berlin und Neuglobsow:
- Institut für Binnenfischerei, Berlin-Friedrichshagen: 
 Dieses Institut wurde 1893 zur Erforschung der Binnenfischerei in natürlichen Gewässern und zur Überwachung der Gewässerqualität im Müggelsee gegründet. Im Jahr 1906 kamen Aufgaben der Lehre zur Fischerei und Fischzucht an Berliner Hochschulen hinzu.
- Institut für Geografie und Geoökologie, Leipzig: 
 Dieses im Jahr 1976 gegründete Institut hatte in Berlin zwei Abteilungen: Hydrologie I in Adlershof und Hydrologie II (Aquatische Ökosysteme) am Müggelsee. Zu den Aufgaben gehörten die Grundlagen- und Vorsorgeforschung zur Wasserbeschaffenheit von Oberflächen- und Grundwasser sowie die Forschung auf dem Gebiet der physikalischen Limnologie und der mathematischen Modellierung aquatischer Ökosysteme.
- Zentralinstitut für Mikrobiologie und experimentelle Therapie (ZIMET), Bereich Limnologie in Neuglobsow: 
 Gegründet 1959 zur Erfassung der gewässerökologischen Auswirkungen des Kernkraftwerks Rheinsberg auf den Großen Stechlinsee. Ende der 1980er Jahre hatte das Institut die Erforschung ökologischer Wirkmechanismen als Grundlage für Ökotechnologien zur Aufgabe.

## Aufgaben
Das IGB erforscht die Struktur und Funktionsweise von Binnengewässern unter besonderer Berücksichtigung ihrer Biodiversität, ihrer Ökosystemleistungen und ihrer Reaktionen auf den globalen Wandel. Damit leistet es einen Beitrag zum besseren Verständnis dieser Ökosysteme und zu nachhaltigen Managemententscheidungen.
Hierzu hat das Institut im Jahr 2022 drei neue Forschungsthemen festgelegt, die in interdisziplinären Programmbereichen bearbeitet werden:
- Im Programmbereich Aquatische Biodiversität im Anthropozän untersuchen IGB-Forschende die Ursachen und Auswirkungen des Biodiversitätsverlustes und wie die biologische Vielfalt erhalten werden kann. Im Fokus stehen dabei Seen, Flüsse und Feuchtgebiete im Allgemeinen, einschließlich kleiner Süßwasserlebensräume wie Teiche und Bäche, sowie Rückkopplungsmechanismen zwischen aquatischen und terrestrischen Systemen.[2]
- Im Programmbereich Aquatische Ökosystemleistungen und Nachhaltigkeit erforscht das IGB die Ökosystemleistungen von Süßwasserlebensräumen und wie diese wertvollen Biotope und Ressourcen bewirtschaftet und wiederhergestellt werden können. Ziel ist es, die Mechanismen zu verstehen, die Süßwasserökosysteme widerstandsfähig machen, und naturbasierte Lösungen zu entwickeln, bei denen die vielfältigen Funktionen von Binnengewässern erhalten bleiben. In den Blick nimmt das IGB die produktiven, regulierenden und kulturellen Leistungen von Gewässerökosystemen, die sie unterstützenden Prozesse sowie ihre Bedrohungen. Nachhaltige Fischerei und Aquakultur sind deshalb eine wichtige Dimension dieses Programmbereichs.[3]
- Im Programmbereich Dimensionen der Komplexität aquatischer Systeme möchte das IGB ein besseres Verständnis der Dynamik und Funktionsweise aquatischer Systeme und der darin lebenden Organismen erreichen. Dabei geht es auch um deren räumliche und zeitliche Skalierung. Ein wichtiger Schwerpunkt liegt auf den Schnittstellen und Wechselwirkungen zwischen terrestrischen und aquatischen Lebensräumen, zwischen Sediment und Wassersäule, zwischen Wasser und Luft sowie zwischen und innerhalb von Organismen.[4]

## Projekt ASTAF-PRO (Tomatenfisch)
Aquaponik ist Fischzucht (Aquakultur) kombiniert mit Pflanzenzucht (Hydroponik). Das Projekt ASTAF-PRO (Aquaponik-System zur emissionsfreien Tomaten- und Fisch-Produktion) besteht aus einem Gewächshaus, in dem jeweils ein Aquakultur- und Hydroponik-Kreislauf installiert sind. Unter einem Dach wachsen gleichzeitig Fische und Tomaten, Lebewesen mit ähnlichen Ansprüchen an die Umweltbedingungen, wie beispielsweise eine Umgebungstemperatur von 27 °Celsius. Deshalb nannte man das Projekt Tomatenfisch.
Geschlossene Aquaponiksysteme arbeiten nahezu emissionsfrei, Energie, Wasser, Dünger und Rohstoffe lassen sich sparen, die Umwelt wird geschont. Das Wasser des Aquakultur-Kreislaufs wird mittels Filter mechanisch von Feststoffen befreit. Das noch im Wasser befindliche Ammonium – ein Stoffwechselprodukt der Fische, das schon in geringer Konzentration für die Fische giftig ist – wird durch Nitrifikation mittels eines von Bakterien besiedelten Biofilters in Nitrat umgewandelt, das dann als Dünger für die Tomatenpflanzen dient. Dabei wachsen die Pflanzen auf Mineralwolle (Nährstofffilm-Technik), nehmen über die Wurzeln einen Nährfilm auf, dem sie die Nährstoffe entziehen und das überschüssige Wasser über die Blätter an die Luft abgeben. Dieses Wasser wird nach Kondensation wieder dem System zugeführt, was den Frischwasserverbrauch verringert.
Das Projekt erhielt 2012 den Forschungspreis Nachhaltige Entwicklungen des Bundesministeriums für Bildung und Forschung und wurde 2013 Ausgezeichneter Ort im Land der Ideen. Dennoch arbeitet man beständig an der Weiterentwicklung der Effizienz des Systems.
Seit 2014 ist das Institut federführend bei dem auf vier Jahre angelegten EU-Projekt INAPRO (Innovative model & demonstration based water management for resource efficiency in integrated multitrophic agriculture and aquaculture systems), bei dem in Deutschland, Spanien, Belgien und China vier große Aquaponik-Anlagen auf jeweils rund 500 Quadratmeter modelliert, gebaut und evaluiert werden, um in großem Maßstab die Machbarkeit des Systems zur Nahrungsmittelproduktion zu demonstrieren.
Eine Vorführanlage auf der Öko-Insel des Kinder-, Jugend- und Familienzentrums FEZ-Berlin in der Wuhlheide zeigt, wie das System funktioniert, und ist ein Beitrag des IGB zur Bildung für nachhaltige Entwicklung. Kinder und Jugendliche erhalten dort einen Einblick in biologisch-chemische Prozesse in der Natur im Zusammenhang mit nachhaltiger Lebensmittelproduktion und nachhaltigem Konsum und deren globaler Bedeutung.

## Messstationen
Das IGB betreibt im Müggelsee, im Arendsee und im Großen Stechlinsee Messstationen.
Die Station im Müggelsee erlaubt mittels Sensoren die kontinuierliche Messung meteorologischer, hydrologischer, chemischer und biologischer Parameter, wie Globalstrahlung, Windgeschwindigkeit und Windrichtung, Luftfeuchte, Luft- und Wassertemperatur, Trübung, Sauerstoffgehalt, Leitfähigkeit, pH-Wert sowie Chlorophyll-a-Konzentration (ein Maß für die Konzentration der Algen im See). Die Messungen im Wasser werden in mehreren Tiefen durchgeführt, so dass Aussagen zu vertikalen Unterschieden und zur Schichtung im See bis zu Tiefen von 5,5 Metern möglich sind.
Mit der Messanlage im Arendsee werden, wie auf dem Müggelsee, meteorologische und hydrologische Werte aufgenommen.
Im Großen Stechlinsee erfasst eine Messboje mittels einer Sonde hydrologische und chemische Parameter.

## Seelabor
Am Seelabor im Stechlinsee forscht das IGB zu den Folgen des globalen Wandels. Die einzigartige Versuchsanlage besteht aus 24 Versuchszylindern, die getrennte Seebecken von jeweils neun Metern Durchmesser und zwanzig Metern Tiefe einschließen. Die Zylinder reichen von der Wasseroberfläche bis zum Seegrund. Automatisch betriebene Messinstrumente in den Versuchszylindern erfassen kontinuierlich wichtige Wasserwerte in verschiedenen Tiefen. Mit seiner Dimension ermöglicht das Seelabor Großexperimente mit einem hohen Maß an Realitätsnähe bei gleichzeitiger Einhaltung stringenter Versuchsbedingungen. Errichtet wurde die vom Bundesministerium für Bildung und Forschung finanzierte Anlage 2012.

## Kooperationen
Die Arbeiten des Instituts erfolgen in Zusammenarbeit mit Universitäten und anderen Forschungseinrichtungen der Region Berlin/Brandenburg und weltweit. Derzeit umfasst dies knapp 70 nationale und internationale Kooperationen. Im universitären Bereich besteht über S-Professuren eine enge Kooperation mit dem Institut für Biologie der Humboldt-Universität zu Berlin, mit der Freien Universität Berlin, der Universität Potsdam und der TU Berlin. Weiterhin trägt das IGB-Gastprogramm zur Vernetzung bei.

## Struktur
Die Leitung des Instituts hat im Jahr 2020 Luc De Meester übernommen. Neben dem Direktor gehören auch die Leiterinnen und Leiter der fünf Forschungsabteilungen zur Leitungsebene.
- Die Abteilung Ökohydrologie und Biogeochemie erforscht Austauschprozesse zwischen ober- und unterirdischem Wasser mit besonderer Hinsicht auf hydraulische und hydrogeochemische Wechselbeziehungen zwischen Gewässern und Einzugsgebieten. In dem Projekt „Verlust der Nacht“ werden die Auswirkungen von Lichtverschmutzung auf Mensch und Natur untersucht.
- Die Abteilung Ökologie der Lebensgemeinschaften und Ökosysteme konzentriert sich auf die Erforschung der Ökologie von aquatischen Lebensgemeinschaften und Ökosystemen und deren Reaktion auf den globalen Wandel. Ziel ist es, das Verständnis für die Struktur und Funktionsweise von Binnengewässern als Grundlage für eine nachhaltige Bewirtschaftung von Süßwasserökosystemen zu verbessern.
- Die Forschung der Abteilung Plankton- und Mikrobielle Ökologie konzentriert sich auf die Folgen des globalen Umweltwandels auf Gewässerökosysteme und deren Biodiversität. Der Fokus liegt dabei auf Mikroorganismen und den dazugehörigen Wechselwirkungen. Durch die Errichtung des Seelabors im Großen Stechlinsee sind Experimente unter realitätsnahen Bedingungen möglich.
- Die Abteilung Biologie der Fische, Fischerei und Aquakultur untersucht, inwieweit ökologische und evolutionäre Prozesse die Struktur, Dynamik und Funktion von Fischpopulationen und -gemeinschaften beeinflussen. Forschungsschwerpunkte sind unter anderen: Schwarmintelligenz, die sozialen und ökonomischen Dimensionen der Angelfischerei, die Wiedereinbürgerung des Europäischen Störs sowie eine ressourcenschonende, umweltgerechte Binnenfischerei und Aquakultur.
- Die Abteilung Evolutionäre und Integrative Ökologie widmet sich dem öko-evolutionären Verständnis von Süßwasserorganismen im Anthropozän.

Am Institut arbeiten rund 400 Wissenschaftler, Techniker sowie Verwaltungspersonal.
Der Gesamtetat des Instituts liegt bei 14,7 Millionen Euro. Die Finanzierung erfolgt je zur Hälfte von Bund und Land. Darüber hinaus werden Drittmittel eingeworben.